# Hoddles Creek
Hoddles Creek är en del av en befolkad plats i Australien. Den ligger i kommunen Yarra Ranges och delstaten Victoria, omkring 54 kilometer öster om delstatshuvudstaden Melbourne. Antalet invånare är 609.
Närmaste större samhälle är Mount Evelyn, omkring 18 kilometer väster om Hoddles Creek.
I omgivningarna runt Hoddles Creek växer i huvudsak städsegrön lövskog. Runt Hoddles Creek är det ganska glesbefolkat, med 38 invånare per kvadratkilometer. Genomsnittlig årsnederbörd är 1 391 millimeter. Den regnigaste månaden är juni, med i genomsnitt 161 mm nederbörd, och den torraste är januari, med 57 mm nederbörd.